# ميكروكوتايل ايسبي
هو نوع أحادية العائل، طفيلي على خياشيم الأسماك البحرية. إنه ينتمي إلى عائلة Microcotylidae. 

## النظاميات
وصف ووضح ميكروكوتايل ايسبي بواسطة Bouguerche et al، بناءً على و 31 عينة (بما في ذلك واحدة تحتوي على معلومات جزيئية)، من خياشيم حشرة سمكة موزة (الأسبورية) التي تم جمعها في بوهارون قبالة الساحل الجزائري.الدراسة التي أدت إلى وصف الميكروكوتايل ايسبي، مشتقة من حالة غير نمطية لـ ميكروكوتايل إريثريني. تم تسجيل ميكروكوتايل إريثريني من العديد من الأنواع المضيفة للأسماك في البحر الأبيض المتوسط والمحيط الأطلسي، على عكس العديد من الأنواع التي تعتبر محددة بدقة. قد يشير هذا إلى نقص حقيقي في الخصوصية أو أن عدة أنواع خفية متورطة. في محاولة جزئية لحل هذه المشكلة، تم جمع عينات أحادية العائل تشبه ميكروكوتايل إريثريني من المستنقعات، سمكة الموزة، التي تم اصطيادها قبالة الجزائر. لم تسفر المقارنة مع الأوصاف المنشورة السابقة وأيضًا مع عينات المتحف من ميكروكوتايل إريثريني عن اختلاف شكلي واضح. لكن تسلسل الوحدة الفرعية I (COI) السيتوكروم ج اختلفت بنسبة 16.3٪ عن تلك الموجودة في الميكروكوتايل إريثريني المتوفرة في GenBank والتي تم جمعها من مضيف النوع الاريثرية، مما يشير إلى أن الأنواع كانت مختلفة. وهكذا تم وصف الأنواع من سمكة الموزة على أنها ميكروكوتايل ايسبي.

## وصف

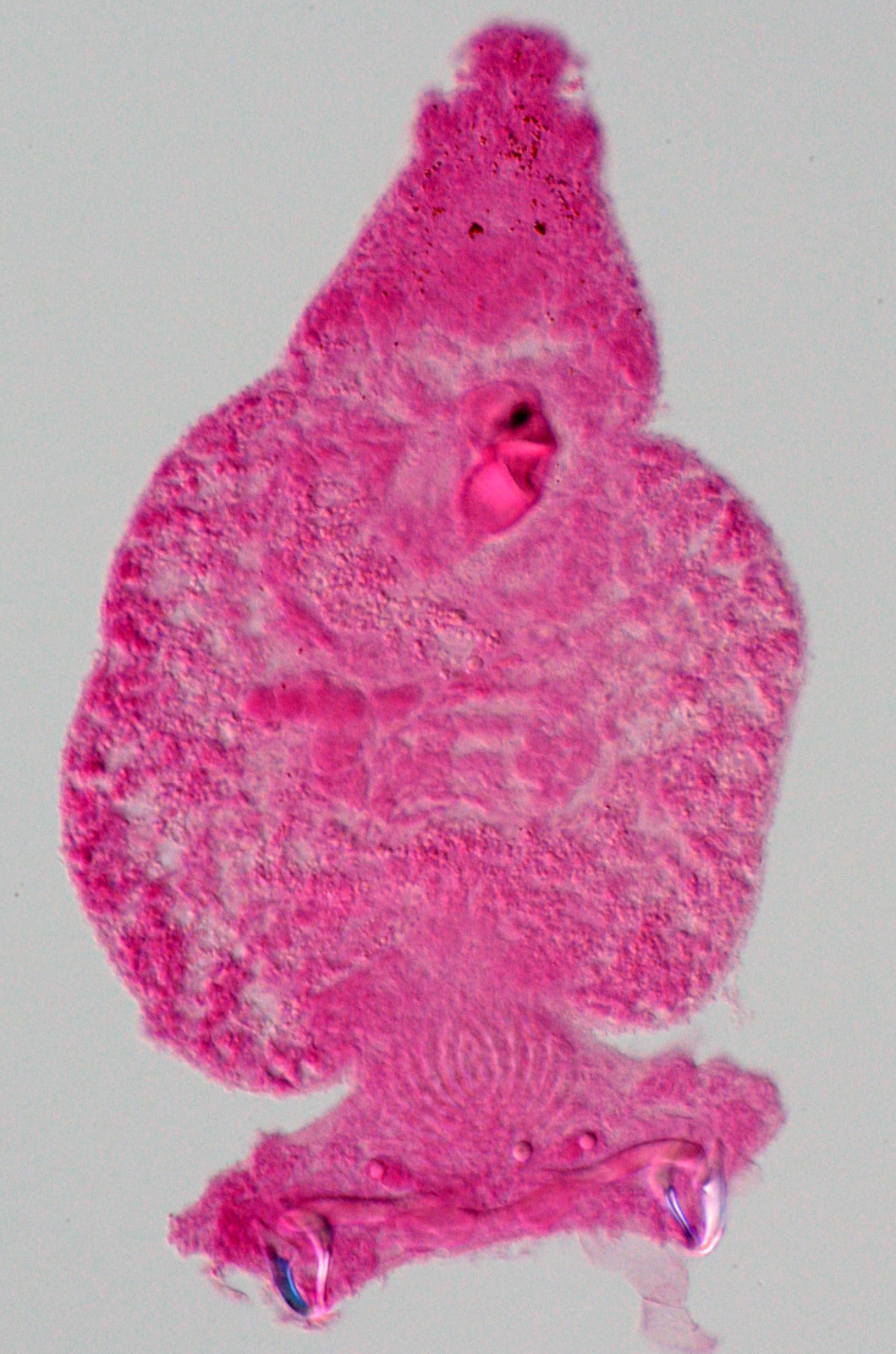
جسد monopisthocotylean أحادية العائل. الحبتور هو الجزء الخلفي من الجسم (أسفل، بعد الجزء النحيف)

الميكروكوتايل ايسبي لديه الشكل العام لجميع أنواع الميكروكوتايل، مع جسم مستطيل متماثل ونهاية أمامية ضيقة، تشتمل على جزء أمامي يحتوي على معظم الأعضاء وجزء خلفي يسمى حبتور. الحبتور مثلث، متماثل أو متماثل، ويحمل 54-102 مشبك، مرتبة في صفين جانبيين متساويين أو شبه متساويين، واحد على كل جانب. تعلق مشابك الحبتور الحيوان بخياشيم السمكة. يوجد أيضًا مصاصان شدق بيضاويان منفصلان في الطرف الأمامي، مزودان بصف من الحليمات الصغيرة المرئية على الحواف البطنية. تشمل أعضاء الجهاز الهضمي فمًا أماميًا طرفيًا وبلعومًا صغيرًا تحت كرويًا ومريئًا رقيقًا طويلًا بدون رتج جانبي وأمعاء خلفية تتشعب على مستوى الأذين التناسلي في فرعين جانبيين على ما يبدو مندمجا أمام الحاضن ؛ يمتد الفرع الأيسر إلى الحبتور لمسافة قصيرة. يحتوي كل بالغ على أعضاء تناسلية من الذكور والإناث. تشمل الأعضاء التناسلية الأذين التناسلي الأمامي، الذي يشتمل على الأذين الأمامي الصحيح واثنين من "الجيوب" الخلفية. يتشكل الأذين السليم على شكل قلب مقلوب، مسلح بالعديد من الأشواك المخروطية ذات الأحجام المتشابهة ؛ العمود الفقري أكثر كثافة في المركز منه في الأجزاء الجانبية، مرتبة كمجموعة أمامية رئيسية ومجموعتين صغيرتين خلفيتين جانبيتين تسمى "الجيوب"، المهبل مع مسام وسطي مرئي في معظم العينات، خلف الأذين التناسلي، مبيض معقد واحد و 13-29 خصية، شبه كروية إلى بيضاوية، ما بعد المبيض، تحدث في صفين بشكل عام بين القصتين، وتقتصر على النصف الخلفي من الجسم السليم. البيض مغزلي مع خيطين في كلا الطرفين، وغالبًا ما يكون ملفوفًا. تم نشر ثلاث سلاسل من الجين cox1.

## اصل التسمية
يشير اسم النوع، ايسبي إلى "ISYEB"، وهو اختصار لـ "معهد النظاميات، تطور،التنوع البيولوجي ("Institut de Systématique, Évolution, Biodiversité)" كتقدير للمساعدة المقدمة إلى المؤلف الأول.

## المضيفين والمحليات

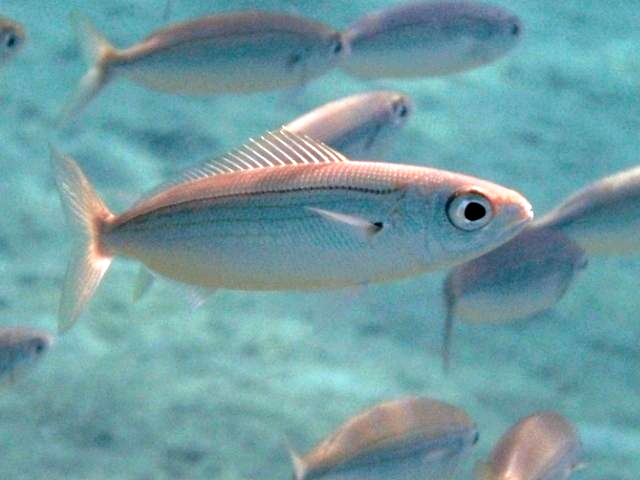
Bogue Boops Boops هو مضيف نوع Microcotyle isyebi.

المضيف من النوع والمضيف الوحيد المسجل هو خياشيم (سمكة موزة (الأسبورية)). تم تأكيد هوية المضيف السمكي عن طريق الترميز الشريطي. النوع المحلي هو خارج الجزائر.